# Кавала (футбольный клуб)
«Кава́ла» (греч. Αθλητικός Όμιλος Καβάλα) — греческий футбольный клуб, представляющий в чемпионате своей страны одноимённый город. Клуб был основан в 1965 году посредством слияния клубов Филипой Кавала, Ираклис Кавала и АЕ Кавала. Домашние матчи команда проводит на стадионе Кавала, вмещающем 12 500 зрителей.